# Замковая мельница (Слупск)
Замковая мельница (пол. Młyn Zamkowy) — одно из самых старейших сохранившихся до нашего времени промышленных предприятий в Польше, находящееся в городе Слупск, Польша. Архитектурный памятник Поморского воеводства. Филиал Музея Центрального Поморья.

## История
Здание было построено в первой половине XIV века до возведения Замка померанских герцогов. Первоначально здание использовалось в качестве амбара, о чём свидетельствуют его обширные размеры и небольшие окна, характерные для средневековых зернохранилищ, потом здание было переоборудовано в водяную мельницу. В начале XVI века мельница была перестроена. Мельница реставрировалась в 1863, 1880 годах и в начале XX века.
23 апреля 1954 года замковая мельница была внесена в реестр архитектурных памятников Поморского воеводства (№ 46).
В 1965—1968 годах мельница было законсервирована для реставраторских работ, чтобы в дальнейшем использовать её для будущих музейных экспозиций.
В настоящее время в мельнице находится этнографический отдел Музея Центрального Поморья.